# Château de Salle
Le château de Salle est un château situé dans la commune de Salle, province de Pescara, dans les Abruzzes, en Italie.

## Géographie
Le château de Salle est localisé dans la réserve naturelle de la vallée de l’Orte (située au pied de la Maiella). Il se dresse en hauteur sur l’un des versants de cette vallée, au bord d’une pente escarpée.  
Le château se dresse sur le site de l’ancien village de Salle, qui se trouve à environ 1,5 kilomètre à vol d’oiseau du village actuel. Le château est situé à près de 500 m d’altitude. Le « vieux » village a été détruit par un tremblement de terre suivi d’un glissement de terrain en 1915, mais les ruines sont toujours visibles autour du château.

## Caractéristiques
En 2017, le château appartient toujours à la famille « de Genua » (di Genova). Il est bâti avec des pierres de la Maiella. Une aile est occupée en partie par une église. Sur la façade principale, on découvre trois entrées différentes au-dessus desquelles sont disposées des fentes qui sont encore occupées par des canons. Sur le côté nord, on a installé l’entrée du musée.
La partie nord-est (l’église et les deux entrées supplémentaires) constitue la partie la plus ancienne de la forteresse. 
La totalité du château est surplombée d’une terrasse en toit qui fait office de chemin de ronde, ceinturé par des merlons.
Les armoiries des différentes familles propriétaires du château sont conservées, celles qui appartiennent à la famille di Genova sont postées au-dessus d’une des entrées. D’autres, notamment celles de la famille d’Aquino, sont postées au-dessus du ravelin.

## Légende
On dit que le château de Salle renfermerait le « trésor du Baron ». Selon la légende, en l’an 451 ap. J.-C. , l’empereur romain Valentinien III, qui craint que Rome soit à nouveau saccagée par les barbares (notamment les Huns), décide d’aller cacher le trésor royal au pied d’une majestueuse montagne qui se trouve entre les massifs de la Maiella et des Morrones. Une fois le trésor à l’abri, l’empereur fait exécuter tous ceux qui connaissent l’endroit de la cachette. En l’an 455, l’empereur meurt assassiné et emporte avec lui le secret de l’emplacement du trésor.

## Histoire
Dans les faits, le château est bel et bien antérieur à l’an mil et il est maintenant certain qu’il fut construit sous la direction de l’abbaye de saint-Clément à Casauria. Une preuve en est l’inscription, sur un des vingt panneaux présents sur le portail de bronze de l’abbaye, qui inclut le « Sallis Castrum » (le château de Salle) comme l’une des possessions du monastère et comme appartenant à son réseau de forts défensifs.
Le château a donc été construit dans un premier temps pour assurer un rôle défensif. Par après, quand il devient une possession féodale, il sert également d’habitat. Beaucoup de familles se sont succédé comme propriétaires du château (les Colonna, les Gonzaga et les d’Aquino) jusqu’en 1646, où le baron Giacinto de Genua réalise d’importantes modifications pour transformer le fort en palace seigneurial. 
Le château perd ensuite progressivement sa fonction défensive pour devenir un monument culturel. Depuis les années 1990, une partie a été transformée en restaurant.

## Pour approfondir